# 조국통일범민족연합
조국통일범민족연합(祖國統一汎民族聯合, 문화어: 조국통일범민족련합, 영어: the Pan-Korean Alliance for Reunification) 약칭 범민련은 1990년 11월 20일에 결성된 대한민국의 비정부단체이다. 조국통일범민족연합 북측본부는 1991년 1월 25일에 결성되었고 조국통일범민족연합 남측본부는 1995년 2월 25일에 결성되었다. 서울경찰청 보안수사대 소속 수사관 14명은 이날 오전 11시 30분께부터 1시간 동안 1993년 8월 12일 범민족대회와 관련하여 서울지방법원 오석준 판사로부터 압수수색영장을 발부받아 서울 종로구 연지동 한국기독교연합회관 913호 조국통일범민족연합 남측본부(위원장 문익환) 사무실을 수색하고 범민족대회 관련 회의록과 유인물, 범민족대회 남측추진본부 관련 자료, 컴퓨터 디스켓 등 모두 30점의 물품을 압수했다. 또 국가보안법 위반 혐의로 수배를 받고 있는 이 단체 실행위원회 이창복 위원장의 계좌가 개설된 조흥은행 연지동지점, 농협 동대문지점 등 3개 은행에서 이씨 입출금 관련 서류를 압수했다. 범민족대회남측추진본부(본부장 강희남)는 1993년 8월 15일 오후2시 한양대 노천극장에서 제4차 범민족대회에서 정부에 대해 남북합의서 이행과 국가보안법 철폐등을 촉구하면서 "남북합의서의 내용들이 성실하게 이행된다면 반세기 가까이 지속된 남북의 대결상태에 종지부를 찍고 화해와 평화가 정착될 수 있을 것"이라며 남북한 평화협정 체결, 국가보안법 철폐, 자유로운 교류협력 보장, 일본의 유엔안보리 상임이사국 진출반대 등 결의문 9개항을 채택했다.
공산당 합법화, 주한미군 철수, 국가보안법 폐지 등을 이유로 1997년 5월 16일 대한민국 대법원은 국가보안법 제7조를 위반한 이들에 대해 이적 단체 판결을 내렸다. 검찰은 김대중, 노무현 정부 시기인 1998년에서 2007년 사이에는 범민련이나 범민련 회원들을 기소하지 않았다. 
2009년 5월 7일 아침 국가정보원, 경찰 등 1,000여 명의 수사관 등이 서울시 용산구 소재 조국통일범민족연합 사무실과 범민련 고위 간부들의 자택 등 26곳을 압수수색 6명을 체포했다. 이규재(73세, 범민련 남측본부 의장), 2003년부터 사무처장을 맡은 이경원(43), 최은아(37세, 범
민련 남측본부 선전위원장) 등 3명은 국가보안법 위반으로 기소되어고 검찰은 2009년 11월 28일 서울중앙지방법원에 국가정보원이 법원의 통시제한 허가에 따른 감청 등의 기록을 증거로 제출하자, 판사는 헌법재판소에 통신비밀보호법 제6조 제7항71에 대한 위헌법률심판을 제청하였다. 2010년 12월 헌법재판소는 통신비밀보호법 제6조 제7항이 헌법불합치라고 결정내렸다. 2011년 3월 심리가 재개되었고, 헌법재판소의 결정에도 불구하고 재판에서는 감청을 통해 수집된 증거가 받아들여졌다. 2011년 11월 9일 서울중앙지방법원에서 검찰은 이규재 징역 7년, 이경원 징역 8년, 최은아 징역 6년을 구형했고 2011년 11월 22일 서울중앙지방법원은 이규재에게 징역 3년 6월 자격정지 4년, 이경원 징역 4년 자격정지 4년, 최은아 징역 2년 6월, 자격정지 2년 6월, 집행유예 4년을 선고했다. 2012년 6월 서울고등법원은 이규재, 이경원, 최은아에게 징역 2년 6월에서 징역 4년까지를 선고했고, 이들은 고등법원 판결에 불복해 대법원에 상고했다. 2012년 11월 대법원은 상고를 기각하고 징역형을 확정했다.
부산지법 형사합의6부(신종열 부장판사, 이환기, 류일건)는 2009년 2월부터 2013년까지 반국가단체 구성원과 회합·통신하고 북한의 대남선전·선동에 동조하는 등 이적활동을 한 혐의로 이병주 검사에 의해 구속 기소된 범민련 부산경남연합 의장 하모(67)씨에게 2014년 6월 13일에 "피고인이 이적단체로 확인된 범민련 남측본부 부경연합의 의장 등으로 활동하면서 북한 독재정권의 주장에 동조하는 주장을 했다. 이는 북한의 대남전략에 이용당하는 것으로서 북한의 현실적 위협 앞에 있는 대한민국의 존립과 안전, 자유민주적 기본질서에 실질적인 위험성이 있음을 부정하기 어렵기 때문에 이에 상응하는 처벌이 불가피하다"는 이유로 징역 2년 6월에   자격정지 2년 6월, 집행유예 4년을 선고하고 보호관찰을 명하면서 공소사실 가운데 2010년 3월 17일 인터넷 카페 '오늘의 투쟁'란에 '민족자주'라는 아이디로 '6·15 공동선언실천 민족공동위원회 공동위원장회의 보도문'이라는 제목의 문건을 게시한 것을 비롯한 9가지 혐의는 "표현의 자유의 한계를 벗어난 것으로 인정하기 어렵다"는 이유로 무죄로 판단했다(부산지법2013고합959).

## 규약/주장
전민족의 대단결과 조국의 자주적 평화통일을 이룩하는 것을 목적으로 하는 거족적인 통일운동 연합체이다(규약 2조). 범민련은 자주, 평화통일, 민족대단결의 조국통일 3대 원칙을 지지하고 본 연합의 강령과 규약을 승인하는 남과 북(북과 남), 해외의 애국적인 정당, 단체 및 개별 인사들로 구성한다(규약 4조).

## 배경
소련과 미국의 밀월정책으로 한반도 정책이 변화되어 실질적인 두개의 주권국가 존재를 인정하는 영구 분단 위기가 닥치고, 이런 반통일 국제 정세에 비해 문익환, 임수경, 문규현 등의 방북을 계기로 한민족 내부에는 통일 열망이 강화되고, 세계가 냉전의 적대적 대결에서 평화와 화해의 분위기로 역사적 전환을 하고 있는 시점으로 한반도에서는 민간 차원에서 통일을 이루어야 한다는 열망

## 경과
- 1990년 8월 15일 판문점 범민족대회 참가자들이 조국통일범민족연합을 구성 결의
- 1990년 8월 17일 범민족대회 남측추진본부에서 범민족적인 통일운동체를 결성할 것을 결의
- 1990년 9월 14일 범민족대회 남측추진본부 제3차 대표자회의에서 산하에 범민족적인 통일운동체 결성을 위한 검토소위를 둠
- 1990년 9월 15일 조국통일범민족연합 유럽지역 본부 결성. 의장에 정규명
- 1990년 10월 7일 조국통일범민족연합 일본지역 본부 결성. 의장에 양동민
- 1990년 10월 24일 범민족대회 남측추진본부 제4차 대표자회의에서 남,북,해외 3자회담 제안
- 1990년 10월 31일 추진본부에서 3자 회담을 11월 12일 판문점에서 갖자고 제안하는 기자회견
- 1990년 11월 8일 국토통일원에서 남측추본이 제출한 북한 주민접촉신소의 3자회담 협력요청에 대해 불허통보
- 1990년 11월 12일 남측추진본부에서 베를린에서 남, 북, 해외 3자 실무회담을 가질것임을 공표
- 1990년 11월 17일 남측추진본부 제5차 대표자회의 개최 조용술, 이해학, 조성우를 실무회담 대표로 공식 인준
- 1990년 11월 20일 베를린에서 남과 북, 해외 대표들이 3자 회담을 갖고 전 민족적인 민간통일기구로서 조국통일범민족연합체를 결성하기로 합의
- 1990년 11월 29일 남측실무회담 대표3인이 동경에서 ‘7천만 동포에게 드리는 글’ 발표
- 1990년 11월 30일 남측실무회담 대표 귀국, 공항에서 치안본부 대공분실 요원들에 연행 구속
- 1990년 12월 1일 북미주본부 결성
- 1990년 12월 16일 윤이상을 의장으로 해외본부 결성
- 1991년 1월 10일 전진상교육관에서 범추본 7차 대표자회의 개최
- 1991년 1월 23일 범민연 남한 준비위원회 발족.[5][6]
- 1991년 1월 24일 준비위원장 문익환과 실행위원장 이창복 구속
- 1991년 1월 25일 범민련 북측본부 결성(초대의장 윤기복)
- 1995년 2월 25일 범민련 남측본부 결성 (초대의장 강희남)
- 2001년 1월 13일 출범후 10년만에 최초로 정부 탄압없이 공개된 장소인 청주 심신수련원에서 200명 간부를 모아 범민련 수련회 개최(남측본부 이종린 의장)
- 2001년 2월 13일 북, 남, 해외 범민련 공동의장단 회의개최[7]

## 이적행위에 대한 대응
대한민국 정부는 1991년 1월 23일 국가보안법 위반으로 범민련 남측 준비위 집행위원장 이창복, 준비위원 김희선, 김희택, 권영택에 대한 사전구속영장을 발부하여 베를린에서 귀국 하자마자 공항에서 체포해 구속하였다.

## 비고
범민련 남측본부에서 발행하는 기관지 제호는 《민족의 진로》, 범민련 북측본부에서 발행하는 기관지 제호는 북조선을 대변하는 《우리민족끼리》(과거에는 《민족대단결》)이다. 범민련 남측본부는 서울특별시 영등포구 국회대로 34길 13 3층이다.

조국통일범민족연합 (汎民聯) 남측본부준비위원회 결성과 관련하여 국가보안법 위반혐의로 수배중이었던 전 민주쟁취 국민운동 서울본부 부의장 김희선(49.여)와 이 단체 전 사무처장 김응관(38)의 집 전화와 연결된 전신주 전화 단자함에서 일제 도청장치가 잇따라 발견됐다.

## 같이 보기
- 한국진보연대
- 조국통일범민족청년학생연합
- 문익환
- 강희남
- 백기완
- 노수희